# Letov Š-18

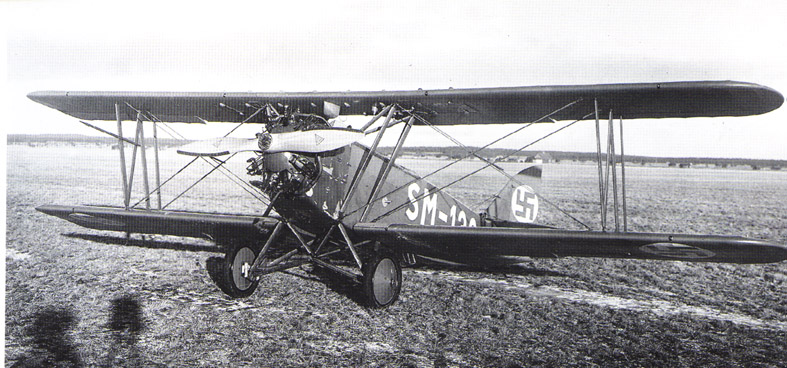
Letov Š-18

De Letov Š-18, bijgenaamd Komár (wat mug betekent) is een Tsjechoslowaaks dubbelzits dubbeldekker lesvliegtuig gebouwd door Letov. De Š-18 is ontworpen door Alois Šmolík en vloog voor het eerst in 1925. Van alle versies bij elkaar (inclusief de Š-218’s) zijn 116 stuks gebouwd. Één complete Š-18 is te zien in Tsjechië, in het Tsjechisch militair luchtvaart museum, Letecké Muzeum Kbely, in Kbely, in Praag.
De Š-18 was behoorlijk succesvol en werd verkocht aan zowel particulieren als aan vliegclubs. Naast de basisversie was er ook de Š-118. Deze was uitgerust met een Walter NZ-85 motor. Enkele van deze machines werden geëxporteerd naar Bulgarije. Ook werd de Š-118 bij de Tsjechoslowaakse luchtmacht tussen 1925 en 1930 gebruikt als basis lesvliegtuig.

## Versies
- Š-18: versie uitgerust met een Walter NZ-60 stermotor, 44 kW (60 pk)
- Š-118: versie uitgerust met een Walter NZ-85 stermotor, 63 kW (85 pk)
- Š-218: verbeterde versie, met een herziene romp, uitgerust met een Walter NZ-120 stermotor, 88 kW (120 pk), of een Bramo stermotor, 110 kW (145 pk)

## Specificaties (Š-18)
- Bemanning: 2, de leerling en de instructeur
- Lengte: 6,68 m
- Spanwijdte: 10,00 m
- Vleugeloppervlak: 16,30 m2
- Leeggewicht: 345 kg
- Startgewicht: 555 kg
- Motor: 1× Walter NZ-60 stermotor, 44 kW (60 pk)
- Maximumsnelheid: 140 km/h
- Kruissnelheid: 105 km/h
- Vliegbereik: 325 km
- Plafond: 3 500 m

## Gebruikers
Versies van de Š-18 zijn zowel militair als civiel gebruikt in Tsjechoslowakije en andere landen.

### Militaire gebruikers
- Bulgarije – enkele Š-118’s
- Finland – 39 Š-218’s
- Tsjechoslowakije – Š-118’s